# RISABOOO
RISA BOOO（りさぶー、1995年〈平成7年〉12月16日  - ）は、日本のモデル、ラウンドガール。

## 来歴
小学生から書道を始め8段を取得。中学と大学ではカナダにも留学したため英語も堪能。
22年大みそかの井岡戦後のインタビューでは「海外で活躍されてるラウンドガールのボディスタイルに憧れがあるので、いつか日本を出てラウンドガールをやってみたい」と回答していたが、23年5月13日フィリピンにて行われたジョンリエル・カシメロのラウンドガールとして登場。本人はSNSで「夢が叶った」と報告した。

### デビュー
大学を卒業し上京、フィットネスモデルなどで活動していたが、2021年4月に行われた格闘技イベントHEATでラウンドガールデビュー。
22年大みそかの井岡一翔戦で、白ビキニボディでリングに立ち「褐色のグラマラス」と報じられ一躍注目を浴びた。ボクシングにとどまらず23年のパンクラスラウンドガールも務めた。
2023年11月20日、1st写真集『弱肉強食』が発売。